# Цешин (Західнопоморське воєводство)
Цешин (пол. Cieszyn, нім. Tessin) — село в Польщі, у гміні Бесекеж Кошалінського повіту Західнопоморського воєводства.